# Homeòstasi
|  | No s'ha de confondre amb Hemostàsia. |

Efectes de la pressió osmòtica als glòbuls vermells

L'homeòstasi és la tendència a mantenir l'equilibri i l'estabilitat interns en els diferents sistemes biològics. Ve del grec ὅμοιος hómoios, igual, i στάσις stásis, detenció. Aquesta condició d'equilibri en el medi intern és deguda a una contínua interrelació dels múltiples processos de regulació corporal. L'estat d'equilibri del cos pot alterar-se dins d'uns estrets marges compatibles amb la vida, fet que es dona per a adaptar-se als canvis del medi que l'envolta.
Segons Claude Bernard (l'introductor del terme el 1865), "l'homeòstasi és l'equilibri dinàmic que ens manté amb vida".
Es pot dir simplement, que l'homeòstasi és l'equilibri intern de l'organisme.
Aquest terme va aparèixer en la biologia, fent referència a l'equilibri químic dels éssers vius però s'ha mostrat útil a totes les formes d'organismes ja sia en sociologia, en política i més generalment en les ciències dels sistemes. Ha estat usat abastament per William Ross Ashby, un dels pares de la cibernètica.

## Història
El concepte de regulació del medi intern va ser descrit pel fisiòleg francès Claude Bernard el 1849, i la paraula homeòstasi va ser encunyada per Walter Bradford Cannon el 1926. El 1932, Joseph Barcroft un fisiòleg britànic, va ser el primer a dir que la funció cervell superior requeria l'entorn intern més estable. Així, per a Barcroft l'homeòstasi no només estava organitzada pel cervell, sinó que l'homeòstasi servia al cervell. L'homeòstasi és un terme gairebé exclusivament biològic, referit als conceptes descrits per Bernard i Cannon, relatius a la constància del medi intern en què viuen i sobreviuen les cèl·lules del cos. El terme de cibernètica s'aplica a sistemes de control tecnològics com els termostats, que funcionen com a mecanismes homeostàtics, però sovint es defineixen molt més àmpliament que en el terme biològic d'homeòstasi.

## Definició en biologia cel·lular
L'homeòstasi d'un organisme cel·lular en el líquid intersticial és format d'àtoms i la seva capacitat autoregulada de conservar un funcionament satisfactori i un equilibri entre el compartiment intracel·lular i el compartiment extracel·lular (el medi interior, és a dir interior a l'organisme però exterior a les cèl·lules) separades per la membrana cel·lular, malgrat qualsevol contratemps exterior. Necessita una font d'energia exterior.
« L'homeòstasi es defineix, doncs, com la capacitat de l'organisme de mantenir un estat d'estabilitat relatiu dels diferents components del seu medi intern i això malgrat les variacions constants del medi ambient extern. »

### Propietats dels sistemes homeostàtics
Els sistemes homeostàtics son extremadament estables i tota la seva organització, interna, estructural i funcional, contribueix a mantenir-hi l'equilibri. Són, però, imprevisibles i el resultat d'una determinada acció pot també ser l'oposada de l'esperada.
Alguns exemples d'homeòstasi en els mamífers són la regulació de la quantitat d'aigua i minerals en el cos, coneguda com a osmoregulació, que té lloc principalment al ronyó; l'eliminació dels residus metabòlics, com ara l'excreció; la regulació de la temperatura corporal, duta a terme principalment per la pell i per la circulació sanguínia i la regulació dels nivells de la glucosa en la sang realitzada principalment pel fetge i per la insulina secretada pel pàncrees.

## Funcionament
Si la comprensió del concepte d'homeòstasi és fàcil, la determinació dels mecanismes cibernètics implicats és més difícil, ja que són interdependents els uns dels altres. Un dels mecanismes és la retroalimentació (feed back) que pot ser negativa (per exemple, en la regulació de la temperatura corporal) o positiva (per exemple, en la coagulació de la sang)

## Exemples
Per als animals homeotèrmics un dels paràmetres principals és la regulació de la composició de la sang i dels seus paràmetres principals per evitar el dèficit o l'excés en la concentració de sodi, calci, potassi, l'acidesa, la temperatura, etc., i aquesta regulació es fa, entre d'altres, pel ritme cardíac, la ventilació pulmonar, l'obertura i tancament dels vasos sanguinis, la micció o la sudoració.

## Avantatge selectiu
L'homeòstasi permet igualment la simplificació del codi genètic, ja que, per exemple, el genoma d'una granota té una mida més gran que el genoma humà, tenint en compte la més gran diversitat de condicions físiques i químiques que tindrà un capgròs comparativament amb un embrió humà que es desenvoluparà a una temperatura igual i en un mitjà al mateix pH.

## Homeòstasi ecològica
En la hipòtesi Gaia, James Lovelock afirma que tota la massa de matèria viva de la Terra, o de qualsevol altre planeta amb vida, funciona com un extens organisme que activament modifica el seu planeta per a produir l'ambient que millor serveix a les seves necessitats. Des d'aquest punt de vista, el planeta sencer manté l'homeòstasi. Si un sistema d'aquest tipus ocorre o no a la Terra és encara assumpte de debat. Amb tot, alguns mecanismes homeostàtics relativament simples s'accepten en general. Per exemple, quan els nivells atmosfèrics de diòxid de carboni pugen, les plantes creixen més i prenen diòxid de carboni de l'atmosfera. Quan la llum solar és intensa i la temperatura atmosfèrica puja, el fitoplàncton de la superfície oceànica prolifera i produeix més sulfur de dimetil, que actua com nucli de condensació de núvols conduint a la producció de més núvols, a l'augment de l'albedo del planeta i a la reducció de la temperatura atmosfèrica.

## Variables controlades per homeòstasi

### Homeòstasi de la temperatura

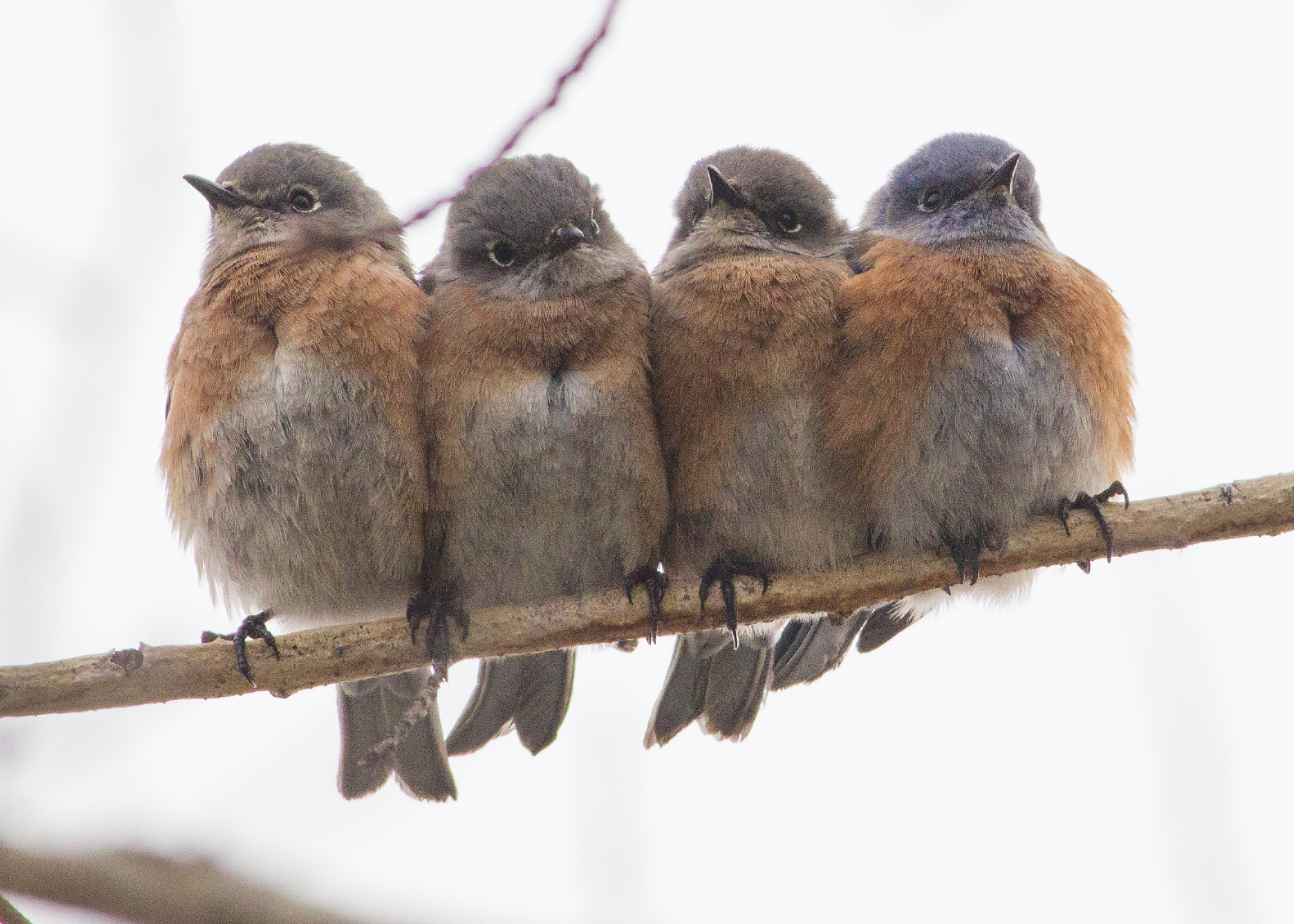
Ocells amb el plomatge eriçat i arraulits en la recerca de calor.

Els mamífers regulen la seva temperatura corporal utilitzant la informació dels termoreceptors localitzats en l'hipotàlem, el cervell, la medul·la espinal, els òrgans interns i les grans venes. A més de la regulació interna de la temperatura, poden entrar en joc respostes comportamentals per adaptar-se al desafiament d'extrems molt calents o molt freds (i a altres desafiaments). Aquestes respostes poden incloure cercar ombra i reduir l'activitat, cercar condicions més càlides i augmentar l'activitat, o arraulir-se. La termoregulació per comportament té prioritat sobre la termoregulació fisiològica, ja que els canvis necessaris es poden veure afectats més ràpidament i la termoregulació fisiològica té una capacitat limitada per respondre a temperatures extremes.
Quan la temperatura central baixa, el subministrament de sang a la pell es redueix per una vasoconstricció intensa. El flux de la sang a les extremitats (que tenen una gran superfície) es redueix de manera similar i torna al tronc a través de les venes profundes que es troben al llarg de les artèries. Això actua com un sistema d'intercanvi en contracorrent que curtcircuita la calor de la sang arterial directament a la sang venosa que torna al tronc, causant una pèrdua mínima de calor per les extremitats en climes freds. Les venes subcutànies de les extremitats estan estretament constretes, no només reduint la pèrdua de calor d'aquesta font, sinó també forçant la sang venosa cap al sistema contracorrent a les profunditats de les extremitats.
La taxa metabòlica augmenta, inicialment per termogènesi sense calfreds, seguida de termogènesi per calfreds si les reaccions anteriors són insuficients per corregir la hipotèrmia. L'estimulació simpàtica, així com un augment en els nivells de noradrenalina i adrenalina, juntament amb un augment en l'alliberament de tiroxina, poden provocar un increment en la taxa metabòlica. La termogènesi per calfreds està controlada per un centre motor primari de la tiritona, localitzat en humans a l'hipotàlem posterior, que s'activa quan la temperatura corporal baixa i els senyals dels quals augmenten el to als músculs esquelètics fins a un punt crític en què comencen els calfreds.
L'erecció dels cabells en mamífers gràcies als músculs erectors adherits als fol·licles pilosos, forma una cambra d'aire aïllant. En l'ésser humà, aquest mecanisme no té la importància que té per a la majoria de mamífers o les aus.
Quan els termoreceptors detecten un augment de la temperatura central, la resposta consisteix en tres mecanismes: vasodilatació de la pell, sudoració i disminució de la producció de calor (termogènesi). Les glàndules sudorípares de la pell s'estimulen a través dels nervis simpàtics colinèrgics per secretar suor sobre la pell; en evaporar-se la suor, refreda la pell i la sang que flueix al seu través.
En molts vertebrats, el panteix és un efector alternatiu que refreda el cos també per l'evaporació de l'aigua de les mucoses de la gola i la boca.

### Homeòstasi de la glucèmia

Realimentació negativa actuant en la regulació del sucre a la sang. La línia plana és el punt dʻajust del nivell de glucosa i lʻona sinusoidal les fluctuacions de la glucosa.

La concentració de glucosa a la sang està regulada habitualment dins de límits molt estrets. En els mamífers, els sensors primaris per a això són les cèl·lules beta dels illots pancreàtics. Les cèl·lules beta responen a un augment del nivell de sucre en sang secretant insulina a la sang i, simultàniament, inhibint les seves cèl·lules alfa veïnes de secretar glucagó a la sang. Aquesta combinació (nivells alts d'insulina en sang i nivells baixos de glucagó) actuen sobre els teixits efectors, els principals dels quals són el fetge, les cèl·lules adiposes i les cèl·lules musculars. El fetge s'inhibeix de produir glucosa, agafar-la i convertir-la en glicogen i triglicèrids. El glicogen s'emmagatzema al fetge, però els triglicèrids es secreten a la sang com a partícules de lipoproteïnes de molt baixa densitat (VLDL) que són absorbides pel teixit adipós, per ser emmagatzemades com a greixos. Les cèl·lules grasses absorbeixen glucosa mitjançant transportadors especials de glucosa (GLUT4), el nombre dels quals a la paret cel·lular augmenta com a efecte directe de la insulina que actua sobre aquestes cèl·lules. La glucosa que entra a les cèl·lules grasses d'aquesta manera es converteix en triglicèrids (a través de les mateixes vies metabòliques que utilitza el fetge) i després s'emmagatzema en aquestes cèl·lules grasses juntament amb els triglicèrids derivats de VLDL que es van fer al fetge. Les cèl·lules musculars també prenen glucosa a través dels canals de glucosa GLUT4 sensibles a la insulina i la converteixen en glicogen muscular.
Una caiguda de la glucosa en sang fa que s'aturi la secreció d'insulina i que el glucagó sigui secretat de les cèl·lules alfa a la sang. Això inhibeix la captació de glucosa de la sang pel fetge, les cèl·lules grasses i les cèl·lules musculars. En canvi, el fetge s'estimula fortament per fabricar glucosa a partir de glicogen (mitjançant la glicogenòlisi) i de fonts no carbohidrats (com ara àcid làctic i aminoàcids desaminats) mitjançant un procés conegut com a gluconeogènesi. La glucosa així produïda s'aboca a la sang corregint l'error detectat (hipoglucèmia). El glicogen emmagatzemat als músculs roman en aquest i només es descompon durant l'exercici en glucosa-6-fosfat i, d'aquí, en piruvat per ser alimentat al cicle de l'àcid cítric o convertit en àcid làctic. Només l'àcid lactic i els productes de rebuig del cicle de l'àcid cítric retornen a la sang. El fetge només pot absorbir l'àcid làctic i, mitjançant el procés de consum d'energia, la gluconeogènesi tornar-lo a convertir en glucosa.

### Nivells de ferro
El ferro és important en la formació de diverses molècules, com les proteïnes transportadores hemoglobina i mioglobina, citocroms (implicats en la respiració cel·lular i la fotosíntesi) i diversos enzims (peroxidases, catalases, citocrom oxidases). S'emmagatzema en forma de ferritina, principalment en el fetge i en la medul·la òssia, excretant-se en les femtes i hemorràgies. La quantitat total de ferro és regulada modificant la velocitat d'absorció a l'intestí.

### Nivells de gasos en sang
En humans, els canvis en els nivells d'oxigen, diòxid de carboni i pH plasmàtic s'envien al centre respiratori, al tronc de l'encèfal, on es regulen. La pressió parcial d'oxigen i diòxid de carboni a la sang arterial és controlada pels quimioreceptors perifèrics (SNP) a l'artèria caròtida i l'arc aòrtic. Un canvi en la pressió parcial de diòxid de carboni es detecta com un pH alterat en el líquid cefalorraquidi pels quimioreceptors centrals (SNC) al bulb raquidi del tronc encefàlic. La informació d'aquests conjunts de sensors s'envia al centre respiratori que activa els òrgans efectors: el diafragma i altres músculs de la respiració. Un major nivell de diòxid de carboni a la sang, o una disminució del nivell d'oxigen, donarà com a resultat un patró respiratori més profund i un augment de la freqüència respiratòria per tornar els gasos sanguinis a l'equilibri.
En condicions hiperbàriques (busseig, submarins), les pressions parcials dels gasos respiratoris a l'aire inspirat augmenten considerablement. Massa poc diòxid de carboni i, en menor mesura, massa oxigen a la sang poden aturar temporalment la respiració, una condició coneguda com a apnea, que els bussejadors utilitzen per prolongar el temps que poden romandre sota l'aigua.
El muntanyisme a gran altitud, l'aviació o els viatges espacials presenten problemes per al manteniment dels nivells de gasos en sang, en aquest cas deguts a una disminució de les pressions parcials dels mateixos a l'aire inspirat. La pressió parcial de diòxid de carboni és un factor decisiu en el control del pH. No obstant això, a gran altitud (per sobre dels 2500 m), el control de la pressió parcial d'oxigen té prioritat i la hiperventilació manté constant el nivell d'oxigen. Amb el nivell més baix de diòxid de carboni, per mantenir el pH a 7.4, els ronyons secreten ions d'hidrogen a la sang i excreten bicarbonat a l'orina. Això és important en la aclimatació a grans altituds.

### Contingut d'oxigen en sang
Els ronyons mesuren el contingut d'oxigen en lloc de la pressió parcial d'oxigen a la sang arterial. Quan el contingut d'oxigen de la sang és crònicament baix, les cèl·lules sensibles a l'oxigen segreguen eritropoietina (EPO) a la sang. El teixit efector és la medul·la òssia vermella que produeix glòbuls vermells (eritròcits). L'augment de glòbuls vermells condueix a un augment d'hematocrits a la sang, i un augment posterior de l'hemoglobina que augmenta la capacitat de transport d'oxigen. Aquest és el mecanisme pel qual els habitants de grans altituds tenen hematocrits més alts que els residents al nivell del mar, i també per què les persones amb insuficiència pulmonar o curt-circuit de dreta a esquerra al cor (a través del qual passa la sang venosa passa pels pulmons i entra directament a la circulació sistèmica) tenen hematocrits similarment alts.
Independentment de la pressió parcial d'oxigen a la sang, la quantitat d'oxigen que es pot transportar depèn del contingut d'hemoglobina. La pressió parcial d'oxigen pot ser suficient per exemple en anèmia, però el contingut d'hemoglobina serà insuficient i, posteriorment, ho serà el contingut d'oxigen. Donat un subministrament suficient de ferro, vitamina B₁₂ i àcid fòlic, l'EPO pot estimular la producció de glòbuls, i el contingut d'hemoglobina i oxigen es torna a la normalitat.

### Pressió arterial
El cervell pot regular el flux sanguini en un rang de valors de pressió arterial mitjançant vasoconstricció i vasodilatació de les artèries.
Els receptors d'alta pressió anomenats barreceptor són a les parets de la crossa de l'aorta i el si carotidi (al començament de l'artèria caròtida interna) controlen la pressió arterial. Es detecta un augment de la pressió quan les parets de les artèries s'estiren degut a un augment del volum sanguini. Això fa que les cèl·lules del múscul cardíac secretin l'hormona pèptid natriurètic auricular (ANP) a la sang. Això actua sobre els ronyons per inhibir la secreció de renina i aldosterona provocant l'alliberament de sodi i l'aigua que l'acompanya a l'orina, reduint així el volum de sang. Aquesta informació després es transmet, a través de fibres nervioses aferents, al nucli solitari al bulb raquidi. Des d'aquí s'estimulen els nervis motors que pertanyen al sistema nerviós autònom per influir en l'activitat, principalment del cor i de les artèries de menor diàmetre, anomenades arterioles. Les arterioles són els principals gots de resistència a l'arbre arterial i petits canvis de diàmetre provoquen grans canvis en la resistència al flux a través d'aquestes. Quan la pressió arterial augmenta, les arterioles s'estimulen perquè es dilatin, cosa que facilita que la sang surti de les artèries, desinflant així i fent que la pressió arterial torni a la normalitat. Alhora, el cor s'estimula a través dels nervis parasimpàtics colinèrgics perquè batega més lentament (bradicàrdia), la qual cosa garanteix que es redueixi el flux de sang cap a les artèries, cosa que augmenta la reducció de la pressió i la correcció de l'error original.
La pressió baixa a les artèries provoca el reflex oposat de constricció de les arterioles i una acceleració de la freqüència cardíaca (anomenada taquicàrdia). Si la caiguda de la pressió arterial és molt ràpida o excessiva, el bulb raquidi estimula la medul·la suprarenal, a través dels nervis simpàtics "preganglionars", per secretar epinefrina (adrenalina) a la sang. Aquesta hormona intensifica la taquicàrdia i provoca una vasoconstricció greu de les arterioles en tots els òrgans del cos, excepte en els essencials (especialment el cor, els pulmons i el cervell). En general, aquestes reaccions corregeixen la pressió arterial baixa (hipotensió) de manera molt eficaç.

### Nivells de calci
La concentració de calci ionitzat en plasma (Ca2+) està molt controlada per un parell de mecanismes homeostàtics. El sensor del primer està situat a les glàndules paratiroides, on les cèl·lules principals detecten el nivell de Ca2+ mitjançant receptors de calci especialitzats a les seves membranes. Els sensors del segon són les cèl·lules parafol·liculars de la glàndula tiroide. Les cèl·lules principals paratiroidals segreguen hormona paratiroidal (PTH) en resposta a una caiguda del nivell de calci ionitzat plasmàtic; les cèl·lules parafol·liculars de la glàndula tiroide segreguen calcitonina en resposta a un augment del nivell de calci ionitzat en plasma.
Els òrgans efectors del primer mecanisme homeostàtic són els ossos, el ronyó i, a través d'una hormona alliberada a la sang pel ronyó en resposta a nivells elevats de PTH a la sang, el duodè i el jejú. L'hormona paratiroidal (en concentracions elevades a la sang) provoca la reabsorció òssia, alliberant calci al plasma. Aquesta és una acció molt ràpida que pot corregir una hipocalcèmia amenaçadora en qüestió de minuts. Les concentracions elevades de PTH provoquen l'excreció d'ions fosfat a través de l'orina. Atès que els fosfats es combinen amb ions de calci per formar sals insolubles, una disminució del nivell de fosfats a la sang, allibera ions de calci lliures a la piscina de calci ionitzat en plasma. El PTH té una segona acció sobre els ronyons. Estimula la fabricació i l'alliberament, per part dels ronyons, de calcitriol a la sang. Aquesta hormona esteroide actua sobre les cèl·lules epitelials de l'intestí prim superior, augmentant la seva capacitat per absorbir el calci del contingut intestinal a la sang.
El segon mecanisme homeostàtic, amb els seus sensors a la glàndula tiroide, allibera calcitonina a la sang quan augmenta el calci ionitzat en sang. Aquesta hormona actua principalment sobre l'os, provocant la ràpida eliminació del calci de la sang i dipositant-lo, en forma insoluble, als ossos.
Els dos mecanismes homeostàtics que funcionen mitjançant la PTH, d'una banda, i la calcitonina, de l'altra, poden corregir molt ràpidament qualsevol error imminent en el nivell de calci ionitzat en plasma eliminant el calci de la sang i dipositant-lo a l'esquelet, o eliminant-ne el calci. L'esquelet actua com un magatzem de calci extremadament gran (aproximadament 1 kg) en comparació amb el magatzem de calci plasmàtic (uns 180 mg). La regulació a llarg termini es produeix mitjançant l'absorció o la pèrdua de calci de l'intestí.
Un altre exemple són els endocannabinoides més ben caracteritzats com l'anandamida (N-araquidonoiletanolamida; AEA) i el 2-araquidonoilglicerol (2-AG), la síntesi del qual es produeix mitjançant l'acció d'una sèrie d'enzims intracel·lulars activats en resposta a un augment dels nivells de calci intracel·lular per introduir l'homeòstasi i la prevenció del desenvolupament de tumor mitjançant mecanismes protectors putatius que prevenir el creixement cel·lular i la migració mitjançant l'activació del receptor cannabinoide tipus 1 (CB1) i/o tipus 2 (CB2) i altres receptors.

### Concentració de sodi
El mecanisme homeostàtic que controla la concentració de sodi plasmàtic és bastant més complex que la majoria dels altres mecanismes homeostàtics descrits en aquesta pàgina.
El sensor està situat a l'aparell juxtaglomerular dels ronyons, que detecta la concentració de sodi plasmàtic d'una manera sorprenentment indirecta. En lloc de mesurar-lo directament de la sang que flueix més enllà de les cèl·lules juxtaglomerulars, aquestes cèl·lules responen a la concentració de sodi en el líquid tubular renal després que ja hagi sofert una certa modificació en el túbul contort proximal i en la nansa de Henle. Aquestes cèl·lules també responen a la velocitat del flux sanguini a través de l'aparell juxtaglomerular, que, en circumstàncies normals, és directament proporcional a la tensió arterial, fent d'aquest teixit un sensor de pressió arterial auxiliar.
En resposta a una disminució de la concentració plasmàtica de sodi, o a una caiguda de la pressió arterial, les cèl·lules juxtaglomerulars alliberen renina a la sang. La renina és un enzima que escindeix un decapèptid (una cadena proteica curta, de 10 aminoàcids de llarg) d'una α-2-globulina anomenada angiotensinogen. Aquest decapèptid es coneix com a angiotensina I. No té activitat biològica coneguda. No obstant això, quan la sang circula pels pulmons, un enzim endotelial dels capil·lars pulmonars anomenat enzim conversiu de l'angiotensina (ECA) escindeix dos aminoàcids més de l'angiotensina I per formar un octapèptid conegut com a angiotensina II. L'angiotensina II és una hormona que actua sobre l'escorça suprarenal, provocant l'alliberament a la sang de l'hormona esteroidal aldosterona. L'angiotensina II també actua sobre el múscul llis de les parets de les arterioles, cosa que fa que aquests vasos de petit diàmetre es contreguin, cosa que restringeix la sortida de sang de l'arbre arterial, cosa que fa que augmenti la pressió arterial. Això, per tant, reforça les mesures descrites anteriorment (vegeu pressió arterial), que manté la pressió arterial davant de canvis, especialment hipotensió. L'alliberament de renina està controlat pels nivells en sang de potassi i angiotensina II.
L'aldosterona estimulada per l'angiotensina II alliberada de la zona glomerular de les glàndules suprarenals té un efecte en particular sobre les cèl·lules epitelials dels túbuls contorts distals i els conductes col·lectors renals. Aquí provoca la reabsorció d'ions de sodi del líquid tubular renal, a canvi d'ions de potassi que es secreten del plasma sanguini al líquid tubular per sortir del cos a través de l'orina. La reabsorció dels ions de sodi del líquid tubular renal atura les pèrdues addicionals d'ions de sodi del cos i, per tant, evita l'empitjorament de la hiponatrèmia. La hiponatrèmia només es pot corregir mitjançant el consum de sal a la dieta. No obstant això, no és segur que una "fam de sal" pugui ser iniciada per la hiponatrèmia, o per quin mecanisme podria produir-se.
Quan la concentració plasmàtica d'ions sodi és superior a la normal (hipernatrèmia), l'alliberament de renina de l'aparell juxtaglomerular s'atura, aturant la producció d'angiotensina II i la seva consegüent alliberació d'aldosterona a la sang. Els ronyons responen excretant ions sodi a l'orina, normalitzant així la concentració plasmàtica d'ions sodi. Els nivells baixos d'angiotensina II a la sang redueixen la pressió arterial com a resposta concomitant inevitable.
La reabsorció d'ions de sodi del líquid tubular com a resultat dels alts nivells d'aldosterona a la sang no fa que, per si mateixa, l'aigua tubular renal torni a la sang des del túbuls contorts distals o dels conducte col·lectors. Això es deu al fet que el sodi es reabsorbeix a canvi de potassi i, per tant, només provoca un canvi modest en el gradient osmòtic entre la sang i el líquid tubular. A més, l'epiteli dels túbuls contornejats distals i dels conductes col·lectors és impermeable a l'aigua en absència d'hormona antidiürètica (ADH) a la sang. L'ADH forma part del control de l'equilibri de fluids. Els seus nivells a la sang varien amb l'osmolalitat del plasma, que es mesura a l'hipotàlem del cervell. L'acció de l'aldosterona sobre els túbuls renals prevé la pèrdua de sodi al líquid extracel·lular (ECF). Per tant, no hi ha cap canvi en l'osmolalitat de l'ECF i, per tant, no hi ha cap canvi en la concentració d'ADH del plasma. Tanmateix, els nivells baixos d'aldosterona provoquen una pèrdua d'ions de sodi de l'ECF, la qual cosa podria provocar un canvi en l'osmolalitat extracel·lular i, per tant, en els nivells d'ADH a la sang.

### Concentració de potassi
Les altes concentracions de potassi al plasma provoquen la despolarització de les membranes de les cèl·lules de la zona glomerular a la capa externa de l'escorça suprarenal. Això provoca el llançament d'aldosterona a la sang.
L'aldosterona actua principalment sobre els túbuls contorts distals i els conductes col·lectors dels ronyons, estimulant l'excreció d'ions de potassi a l'orina. Ho fa, però, activant les bombes membranes Na+/K+ de les cèl·lules epitelials tubulars. Aquests intercanviadors de sodi/potassi bombegen tres ions de sodi fora de la cèl·lula, cap al líquid intersticial i dos ions de potassi a la cèl·lula des del líquid intersticial. Això crea un gradient de concentració iònica que provoca la reabsorció d'ions de sodi (Na+) del líquid tubular a la sang i la secreció d'ions de potassi (K+) de la sang a l'orina (lumen del conducte col·lector).

### Balanç de fluids
La quantitat total d'aigua del cos s'ha de mantenir en equilibri. L'equilibri de fluids implica mantenir el volum de fluid estabilitzat, i també mantenir estables els nivells d'electròlits al líquid extracel·lular. L'equilibri de fluids es manté pel procés d'osmoregulació i pel comportament. La pressió osmòtica és detectada pels osmoreceptors al nucli preòptic mitjà a l'hipotàlem. La mesura de l'osmolalitat del plasma per donar una indicació del contingut d'aigua del cos, es basa en el fet que les pèrdues d'aigua del cos, (a través de la pèrdua d'aigua inevitable a través de la pell no del tot impermeables i, per tant, sempre lleugerament humits, vapor d'aigua a l'aire exhalat, suor, vòmits, excrements normals i especialment diarrea) són tots hipotònics, és a dir, són menys salats que els líquids corporals (compareu, per exemple, el gust de la saliva amb el de les llàgrimes. Aquest últim té gairebé el mateix contingut de sal que el líquid extracel·lular, mentre que el primer és hipotònic respecte al plasma. La saliva no té gust salat, mentre que les llàgrimes són decididament salades). Gairebé totes les pèrdues normals i anormals d'aigua corporal fan que el líquid extracel·lular esdevingui hipertònic. Per contra, la ingesta excessiva de líquids dilueix el líquid extracel·lular fent que l'hipotàlem registri condicions d'hiponatrèmia hipotònica.
Quan l'hipotàlem detecta un entorn extracel·lular hipertònic, provoca la secreció d'una hormona antidiürètica (ADH) anomenada vasopressina que actua sobre l'òrgan efector, que en aquest cas és el ronyó. L'efecte de la vasopressina sobre els túbuls renals és reabsorbir l'aigua dels túbuls contornejats distalss i dels conductes col·lectors, evitant així l'agreujament de la pèrdua d'aigua a través de l'orina. L'hipotàlem estimula simultàniament la sensació de set que provoca una necessitat gairebé irresistible (si la hipertonicitat és prou severa) de beure aigua. El cessament del flux d'orina evita que la hipovolèmia i la hipertonicitat empitjorin; beure aigua corregeix el defecte.
La hipoosmolalitat dona lloc a nivells plasmàtics d'ADH molt baixos. Això provoca la inhibició de la reabsorció d'aigua dels túbuls renals, provocant que s'excretin grans volums d'orina molt diluïda, eliminant així l'excés d'aigua del cos.
La pèrdua d'aigua urinària, quan l'homeòstat d'aigua corporal està intacte, és una pèrdua d'aigua "compensatòria", "corregint" qualsevol excés d'aigua al cos. Tanmateix, com que els ronyons no poden generar aigua, el reflex de set és el segon mecanisme efector més important de l'homeòstat de l'aigua corporal, que "corregeix" qualsevol dèficit d'aigua del cos.

### Homeostasis del pH
Un canvi en el pH del plasma produeix un desequilibri àcid-base (acidosi o alcalosi) que s'ha de corregir. La homeòstasi acidobàsica en els líquids corporals està controlada per tres sistemes principals: les Dissolucions amortidores (que corregeixen les desviacions en una fracció de segon), el centre respiratori (elimina CO₂, i per tant, ion bicarbonat, en minuts), i els ronyons (mecanisme homeostàtic més potent, però més lent).
El pH plasmàtic es pot veure alterat per canvis respiratoris en la pressió parcial de diòxid de carboni; o alterat per canvis metabòlics en la proporció de àcid carbònic a ió bicarbonat. El sistema tampó de carbonat regula la proporció d'àcid carbònic amb el bicarbonat perquè sigui igual a 1:20, en la proporció de les quals el pH de la sang és de 7,4 (com es explica a l'equació de Henderson-Hasselbalch), però no afegeix ni elimina ions de l'organisme. La compensació respiratòria, un mecanisme del centre respiratori, ajusta la pressió parcial de diòxid de carboni en canviar la freqüència i la profunditat de la respiració perquè el pH torni a la normalitat. La pressió parcial de diòxid de carboni també determina la concentració d'àcid carbònic i el sistema tampó de carbonat també pot entrar en joc. La compensació renal pot ajudar el sistema tampó de carbonat. El sensor per a la concentració de bicarbonat en plasma no es coneix amb certesa. És molt probable que les cèl·lules dels túbuls renals dels túbuls contornejats distals siguin sensibles al pH del plasma. El metabolisme d'aquestes cèl·lules produeix diòxid de carboni, que es converteix ràpidament en hidrogen i bicarbonat mitjançant l'acció de l'anhidrasa carbònica. Quan el pH del líquid extracel·lular cau (es torna més àcid), les cèl·lules tubulars renals excreten ions d'hidrogen al líquid tubular per eliminar-lo del cos a través de l'orina. Els ions de bicarbonat se secreten simultàniament a la sang, cosa que disminueix l'àcid carbònic i, en conseqüència, augmenta el pH plasmàtic. El contrari passa quan el pH del plasma s'eleva per sobre del normal: els ions de bicarbonat s'excreten a l'orina i els ions d'hidrogen s'alliberen al plasma.
Quan els ions d'hidrogen s'excreten a l'orina i el bicarbonat a la sang, aquest últim es combina amb l'excés d'ions d'hidrogen al plasma que estimula els ronyons per fer aquesta operació. La reacció resultant al plasma és la formació d'àcid carbònic que està en equilibri amb la pressió parcial plasmàtica de diòxid de carboni. Hi ha una regulació estricta per garantir que no hi hagi una acumulació excessiva d'àcid carbònic o bicarbonat. Per tant, l'efecte general és que els ions d'hidrogen es perden a l'orina quan cau el pH del plasma. L'augment concomitant del bicarbonat plasmàtic elimina l'augment d'ions d'hidrogen (causat per la caiguda del pH plasmàtic) i l'excés d'àcid carbònic resultant s'elimina als pulmons com a diòxid de carboni. Això restaura la relació normal entre el bicarbonat i la pressió parcial de diòxid de carboni i, per tant, el pH del plasma. El contrari passa quan un pH plasmàtic alt estimula els ronyons perquè secretin ions d'hidrogen a la sang i excretin bicarbonat a l'orina. Els ions d'hidrogen es combinen amb l'excés d'ions de bicarbonat al plasma, formant novament un excés d'àcid carbònic que es pot exhalar (com a diòxid de carboni) als pulmons, mantenint la concentració d'ions de bicarbonat en plasma, la pressió parcial de diòxid de carboni i, per tant, el pH plasmàtic constant.

### Balanç energètic
La quantitat d'energia absorbida a través de la nutrició ha de coincidir amb la quantitat d'energia utilitzada. Per aconseguir l'homeòstasi energètica, la gana està regulada per dues hormones, la ghrelina i la leptina. La ghrelina estimula la gana i la ingesta d'aliments i la leptina actua per indicar sacietat (plenitud).
Una revisió de 2019 de les intervencions de canvi de pes, incloses la dieta, l'exercici i el menjar en excés, va trobar que l'homeòstasi del pes corporal no podia corregir amb precisió els "errors energètics", la pèrdua o l'augment de calories, a curt termini.

## Importància clínica
Moltes malalties són el resultat d'una fallida homeostàtica. Gairebé qualsevol component homeostàtic pot funcionar malament com a resultat d'un defecte hereditari, un error congènit del metabolisme o una malaltia adquirida. Alguns mecanismes homeostàtics tenen redundències incorporades, que garanteixen que la vida no es vegi immediatament amenaçada si un component funciona malament; però de vegades un mal funcionament homeostàtic pot provocar una malaltia greu, que pot ser mortal si no es tracta. Un exemple conegut d'una fallida homeostàtica es mostra a la diabetis mellitus de tipus 1. Aquí la regulació del sucre en la sang no pot funcionar perquè les cèl·lules beta dels illots pancreàtics es destrueixen i no poden produir la insulina necessària. El sucre en sang augmenta en una condició coneguda com a hiperglucèmia.
L'homeòstat de calci ionitzat per plasma es pot interrompre per la sobreproducció constant i invariable d'hormona paratiroidal per un adenoma paratiroidal que resulta en les característiques típiques de l'hiperparatiroïdisme, és a dir, un alt nivell de Ca2+ ionitzat en plasma i la reabsorció de l'os, que pot provocar fractures espontànies. Les concentracions anormalment altes de calci ionitzat en plasma provoquen canvis conformacionals en moltes proteïnes de la superfície cel·lular (especialment els canals iònics i els receptors d'hormones o neurotransmissors) donant lloc a letargia, debilitat muscular, anorèxia, restrenyiment i emocions làbils.
L'homeòstat de l'aigua corporal es pot veure compromesa per la incapacitat de segregar ADH en resposta fins i tot a les pèrdues diàries normals d'aigua a través de l'aire exhalat, les deposicions i la sudoració insensible. En rebre un senyal zero d'ADH en sang, els ronyons produeixen grans volums invariables d'orina molt diluïda, provocant deshidratació i mort si no es tracten.
A mesura que els organismes envelleixen, l'eficiència dels seus sistemes de control es redueix. Les ineficiències es tradueixen gradualment en un entorn intern inestable que augmenta el risc de malaltia i condueix als canvis físics associats a l'envelliment.
Diverses malalties cròniques es mantenen sota control mitjançant la compensació homeostàtica, que emmascara un problema compensant-lo d'una altra manera. No obstant això, els mecanismes de compensació eventualment es desgasten o es veuen interromputs per un nou factor de complicació (com l'adveniment d'una infecció viral aguda concurrent), que fa que el cos es trobi en una nova cascada d'esdeveniments. Aquesta descompensació desemmascara la malaltia subjacent, empitjorant els seus símptomes. Els exemples habituals inclouen insuficiència cardíaca descompensada, insuficiència renal i insuficiència hepàtica.

## Biosfera
A la hipòtesi Gaia, James Lovelock va afirmar que tota la massa de matèria viva a la Terra (o qualsevol planeta amb vida) funciona com un vast superorganisme homeostàtic que modifica activament el seu entorn planetari per produir les condicions ambientals necessàries per a la seva pròpia supervivència. En aquesta visió, tot el planeta manté diverses homeòstasis (la principal és l'homeòstasi de la temperatura). Si aquest tipus de sistema està present a la Terra està obert a debat. No obstant això, alguns mecanismes homeostàtics relativament simples són generalment acceptats. Per exemple, de vegades s'afirma que quan els nivells de diòxid de carboni atmosfèric augmenten, algunes plantes poden créixer millor i així actuar per eliminar més diòxid de carboni de l'atmosfera. Tanmateix, l'escalfament ha exacerbat les sequeres, convertint l'aigua en el factor limitant real a la terra. Quan la llum solar és abundant i la temperatura atmosfèrica puja, s'ha afirmat que el fitoplàncton de les aigües superficials de l'oceà, actuant com a insolació global i, per tant, sensors de calor, pot prosperar i produir més sulfur de dimetil (DMS). Les molècules DMS actuen com a nuclis de condensació de núvols, que produeixen més núvols i, per tant, augmenten l'albedo atmosfèric, i això es retroalimenta per baixar la temperatura de l'atmosfera. Tanmateix, l'augment de la temperatura del mar ha estratificat els oceans, separant les aigües càlides i il·luminades pel sol de les aigües fresques i riques en nutrients. Així, els nutrients s'han convertit en el factor limitant i els nivells de plàncton han baixat en els últims 50 anys, no augmentat. A mesura que els científics descobreixen més sobre la Terra, s'estan descobrint un gran nombre de bucles de retroalimentació positiva i negativa que, en conjunt, mantenen una condició metaestable, de vegades dins d'un interval molt ampli de condicions ambientals.

## Homeòstasi predictiva
L'homeòstasi predictiva és una resposta anticipada a un repte esperat en el futur, com ara l'estimulació de la secreció d'insulina per part de les hormones intestinals que entren a la sang en resposta a un àpat. Aquesta secreció d'insulina es produeix abans que el nivell de sucre en sang augmenti, reduint el nivell de sucre en sang en previsió d'una gran entrada de glucosa a la sang com a resultat de la digestió dels hidrats de carboni a l'intestí. Aquestes reaccions anticipatòries són sistemes de bucle obert que es basen, bàsicament, en "treballs d'endevinació" i no són autocorrectius. Les respostes anticipatòries sempre requereixen un sistema de retroalimentació negativa de bucle tancat per corregir l'excés i defectes als quals són propensos els sistemes anticipatoris.